# Челін
Челін (пол. Czelin) — село в Польщі, у гміні Мешковиці Грифінського повіту Західнопоморського воєводства.
Населення — 382 особи (2011).

## Демографія
Демографічна структура станом на 31 березня 2011 року:
|          | Загалом | Допрацездатний вік | Працездатний вік | Постпрацездатний вік |
| -------- | ------- | ------------------ | ---------------- | -------------------- |
| Чоловіки | 203     | 38                 | 153              | 12                   |
| Жінки    | 179     | 36                 | 110              | 33                   |
| Разом    | 382     | 74                 | 263              | 45                   |